# Tour des Fjords 2018
Le Tour des Fjords 2018 est la dixième édition du Tour des Fjords, une compétition cycliste sur route masculine disputée en Norvège. Il se déroule du 22 au 24 mai 2018 entre Lindesnes et Egersund en Norvège. Il est composé de trois étapes pour une distance totale de 562 km.

## Présentation des équipes
Classé en catégorie 2.HC de l'UCI Europe Tour, le Tour des Fjords est par conséquent ouvert aux WorldTeams dans la limite de 70 % des équipes participantes, aux équipes continentales professionnelles, aux équipes continentales norvégiennes, aux équipes continentales étrangères dans la limite de deux, et à une équipe nationale norvégienne.
Vingt équipes ont pris le départ : neuf équipes World Tour, sept équipes continentales professionnelles, et quatre équipes continentales.
| WorldTeams (9)- Dimension Data - EF Education First-Drapac p/b Cannondale - Lotto NL-Jumbo - Lotto Soudal - Mitchelton-Scott - Quick-Step Floors - Sky - Team Sunweb - Trek-Segafredo Équipes continentales professionnelles (8)- Aqua Blue Sport - Caja Rural-Seguros RGA - CCC Sprandi Polkowice - Delko-Marseille Provence-KTM - Israel Cycling Academy - Nippo-Vini Fantini-Europa Ovini - Roompot-Nederlandse Loterij - Sport Vlaanderen-Baloise Équipes continentales (4)- Coop - Uno-X Norwegian Development - Team Joker Icopal - Virtu Cycling |
| |

## Étapes
| Étape     | Date   | Villes étapes        | type            | Distance (km) | Vainqueur d'étape | Leader du classement général |
| --------- | ------ | -------------------- | --------------- | ------------- | ----------------- | ---------------------------- |
| 1re étape | 22 mai | Lindesnes – Grimstad | étape de plaine | 191,43        | Fabio Jakobsen    | Fabio Jakobsen               |
| 2e étape  | 23 mai | Risør – Kristiansand | étape de plaine | 188,85        | Michael Albasini  | Fabio Jakobsen               |
| 3e étape  | 24 mai | Farsund – Egersund   | étape vallonnée | 183,78        | Bjorg Lambrecht   | Michael Albasini             |

## Déroulement de la course

### 1reétape
| \| Classement de l'étape \| Classement de l'étape \| Classement de l'étape \| Classement de l'étape \| Classement de l'étape \| \| Coureur \| Coureur \| Pays \| Équipe \| Temps \| \| --------------------- \| --------------------- \| --------------------- \| ------------------------------- \| --------------------- \| \| 1er \| Fabio Jakobsen \| Pays-Bas \| Quick-Step Floors \| 4 h 22 min 32 s \| \| 2e \| Moreno Hofland \| Pays-Bas \| Lotto-Soudal \| + 0 s \| \| 3e \| Timo Roosen \| Pays-Bas \| LottoNL-Jumbo \| + 0 s \| \| 4e \| Amund Grøndahl Jansen \| Norvège \| LottoNL-Jumbo \| + 0 s \| \| 5e \| Edvald Boasson Hagen \| Norvège \| Dimension Data \| + 0 s \| \| 6e \| Eduard-Michael Grosu \| Roumanie \| Nippo-Vini Fantini-Europa Ovini \| + 0 s \| \| 7e \| Nelson Soto \| Colombie \| Caja Rural-Seguros RGA \| + 0 s \| \| 8e \| Jeroen Meijers \| Pays-Bas \| Roompot-Nederlandse Loterij \| + 0 s \| \| 9e \| Michael Albasini \| Suisse \| Mitchelton-Scott \| + 0 s \| \| 10e \| Dries Van Gestel \| Belgique \| Sport Vlaanderen-Baloise \| + 0 s \| |                       |          |                                 |                 |
| |                       |          |                                 |                 |
| Source : ProCyclingStats |                       |          |                                 |                 |
| Classement de l'étape |                       |          |                                 |                 |
| Coureur | Coureur               | Pays     | Équipe                          | Temps           |
| 1er | Fabio Jakobsen        | Pays-Bas | Quick-Step Floors               | 4 h 22 min 32 s |
| 2e | Moreno Hofland        | Pays-Bas | Lotto-Soudal                    | + 0 s           |
| 3e | Timo Roosen           | Pays-Bas | LottoNL-Jumbo                   | + 0 s           |
| 4e | Amund Grøndahl Jansen | Norvège  | LottoNL-Jumbo                   | + 0 s           |
| 5e | Edvald Boasson Hagen  | Norvège  | Dimension Data                  | + 0 s           |
| 6e | Eduard-Michael Grosu  | Roumanie | Nippo-Vini Fantini-Europa Ovini | + 0 s           |
| 7e | Nelson Soto           | Colombie | Caja Rural-Seguros RGA          | + 0 s           |
| 8e | Jeroen Meijers        | Pays-Bas | Roompot-Nederlandse Loterij     | + 0 s           |
| 9e | Michael Albasini      | Suisse   | Mitchelton-Scott                | + 0 s           |
| 10e | Dries Van Gestel      | Belgique | Sport Vlaanderen-Baloise        | + 0 s           |

| \| Classement général \| Classement général \| Classement général \| Classement général \| Classement général \| \| Coureur \| Coureur \| Pays \| Équipe \| Temps \| \| ------------------ \| --------------------- \| ------------------ \| ------------------------------- \| ------------------ \| \| 1er \| Fabio Jakobsen \| Pays-Bas \| Quick-Step Floors \| 4 h 22 min 22 s \| \| 2e \| Moreno Hofland \| Pays-Bas \| Lotto-Soudal \| + 4 s \| \| 3e \| František Sisr \| Tchéquie \| CCC Sprandi Polkowice \| + 5 s \| \| 4e \| Henrik Evensen \| Norvège \| Joker Icopal \| + 5 s \| \| 5e \| Timo Roosen \| Pays-Bas \| LottoNL-Jumbo \| + 6 s \| \| 6e \| Floris Gerts \| Pays-Bas \| Roompot-Nederlandse Loterij \| + 8 s \| \| 7e \| Amund Grøndahl Jansen \| Norvège \| LottoNL-Jumbo \| + 10 s \| \| 8e \| Edvald Boasson Hagen \| Norvège \| Dimension Data \| + 10 s \| \| 9e \| Eduard-Michael Grosu \| Roumanie \| Nippo-Vini Fantini-Europa Ovini \| + 10 s \| \| 10e \| Nelson Soto \| Colombie \| Caja Rural-Seguros RGA \| + 10 s \| |                       |          |                                 |                 |
| |                       |          |                                 |                 |
| Source : ProCyclingStats |                       |          |                                 |                 |
| Classement général |                       |          |                                 |                 |
| Coureur | Coureur               | Pays     | Équipe                          | Temps           |
| 1er | Fabio Jakobsen        | Pays-Bas | Quick-Step Floors               | 4 h 22 min 22 s |
| 2e | Moreno Hofland        | Pays-Bas | Lotto-Soudal                    | + 4 s           |
| 3e | František Sisr        | Tchéquie | CCC Sprandi Polkowice           | + 5 s           |
| 4e | Henrik Evensen        | Norvège  | Joker Icopal                    | + 5 s           |
| 5e | Timo Roosen           | Pays-Bas | LottoNL-Jumbo                   | + 6 s           |
| 6e | Floris Gerts          | Pays-Bas | Roompot-Nederlandse Loterij     | + 8 s           |
| 7e | Amund Grøndahl Jansen | Norvège  | LottoNL-Jumbo                   | + 10 s          |
| 8e | Edvald Boasson Hagen  | Norvège  | Dimension Data                  | + 10 s          |
| 9e | Eduard-Michael Grosu  | Roumanie | Nippo-Vini Fantini-Europa Ovini | + 10 s          |
| 10e | Nelson Soto           | Colombie | Caja Rural-Seguros RGA          | + 10 s          |

### 2eétape
| \| Classement de l'étape \| Classement de l'étape \| Classement de l'étape \| Classement de l'étape \| Classement de l'étape \| \| Coureur \| Coureur \| Pays \| Équipe \| Temps \| \| --------------------- \| --------------------- \| --------------------- \| --------------------------- \| --------------------- \| \| 1er \| Michael Albasini \| Suisse \| Mitchelton-Scott \| 4 h 33 min 02 s \| \| 2e \| Pim Ligthart \| Pays-Bas \| Roompot-Nederlandse Loterij \| + 0 s \| \| 3e \| Kristoffer Halvorsen \| Norvège \| Team Sky \| + 0 s \| \| 4e \| Edvald Boasson Hagen \| Norvège \| Dimension Data \| + 0 s \| \| 5e \| Amund Grøndahl Jansen \| Norvège \| LottoNL-Jumbo \| + 0 s \| \| 6e \| Timo Roosen \| Pays-Bas \| LottoNL-Jumbo \| + 0 s \| \| 7e \| Fabio Jakobsen \| Pays-Bas \| Quick-Step Floors \| + 0 s \| \| 8e \| Davide Martinelli \| Italie \| Quick-Step Floors \| + 0 s \| \| 9e \| Herman Dahl \| Norvège \| Joker Icopal \| + 0 s \| \| 10e \| Søren Kragh Andersen \| Danemark \| Team Sunweb \| + 0 s \| |                       |          |                             |                 |
| |                       |          |                             |                 |
| Source : ProCyclingStats |                       |          |                             |                 |
| Classement de l'étape |                       |          |                             |                 |
| Coureur | Coureur               | Pays     | Équipe                      | Temps           |
| 1er | Michael Albasini      | Suisse   | Mitchelton-Scott            | 4 h 33 min 02 s |
| 2e | Pim Ligthart          | Pays-Bas | Roompot-Nederlandse Loterij | + 0 s           |
| 3e | Kristoffer Halvorsen  | Norvège  | Team Sky                    | + 0 s           |
| 4e | Edvald Boasson Hagen  | Norvège  | Dimension Data              | + 0 s           |
| 5e | Amund Grøndahl Jansen | Norvège  | LottoNL-Jumbo               | + 0 s           |
| 6e | Timo Roosen           | Pays-Bas | LottoNL-Jumbo               | + 0 s           |
| 7e | Fabio Jakobsen        | Pays-Bas | Quick-Step Floors           | + 0 s           |
| 8e | Davide Martinelli     | Italie   | Quick-Step Floors           | + 0 s           |
| 9e | Herman Dahl           | Norvège  | Joker Icopal                | + 0 s           |
| 10e | Søren Kragh Andersen  | Danemark | Team Sunweb                 | + 0 s           |

| \| Classement général \| Classement général \| Classement général \| Classement général \| Classement général \| \| Coureur \| Coureur \| Pays \| Équipe \| Temps \| \| ------------------ \| --------------------- \| ------------------ \| --------------------------- \| ------------------ \| \| 1er \| Fabio Jakobsen \| Pays-Bas \| Quick-Step Floors \| 8 h 55 min 24 s \| \| 2e \| Michael Albasini \| Suisse \| Mitchelton-Scott \| + 0 s \| \| 3e \| Pim Ligthart \| Pays-Bas \| Roompot-Nederlandse Loterij \| + 4 s \| \| 4e \| František Sisr \| Tchéquie \| CCC Sprandi Polkowice \| + 5 s \| \| 5e \| Michael Gogl \| Autriche \| Trek-Segafredo \| + 5 s \| \| 6e \| Timo Roosen \| Pays-Bas \| LottoNL-Jumbo \| + 6 s \| \| 7e \| Kristoffer Halvorsen \| Norvège \| Team Sky \| + 6 s \| \| 8e \| Edvald Boasson Hagen \| Norvège \| Dimension Data \| + 10 s \| \| 9e \| Amund Grøndahl Jansen \| Norvège \| LottoNL-Jumbo \| + 10 s \| \| 10e \| Søren Kragh Andersen \| Danemark \| Team Sunweb \| + 10 s \| |                       |          |                             |                 |
| |                       |          |                             |                 |
| Source : ProCyclingStats |                       |          |                             |                 |
| Classement général |                       |          |                             |                 |
| Coureur | Coureur               | Pays     | Équipe                      | Temps           |
| 1er | Fabio Jakobsen        | Pays-Bas | Quick-Step Floors           | 8 h 55 min 24 s |
| 2e | Michael Albasini      | Suisse   | Mitchelton-Scott            | + 0 s           |
| 3e | Pim Ligthart          | Pays-Bas | Roompot-Nederlandse Loterij | + 4 s           |
| 4e | František Sisr        | Tchéquie | CCC Sprandi Polkowice       | + 5 s           |
| 5e | Michael Gogl          | Autriche | Trek-Segafredo              | + 5 s           |
| 6e | Timo Roosen           | Pays-Bas | LottoNL-Jumbo               | + 6 s           |
| 7e | Kristoffer Halvorsen  | Norvège  | Team Sky                    | + 6 s           |
| 8e | Edvald Boasson Hagen  | Norvège  | Dimension Data              | + 10 s          |
| 9e | Amund Grøndahl Jansen | Norvège  | LottoNL-Jumbo               | + 10 s          |
| 10e | Søren Kragh Andersen  | Danemark | Team Sunweb                 | + 10 s          |

### 3eétape
| \| Classement de l'étape \| Classement de l'étape \| Classement de l'étape \| Classement de l'étape \| Classement de l'étape \| \| Coureur \| Coureur \| Pays \| Équipe \| Temps \| \| --------------------- \| --------------------- \| --------------------- \| --------------------------- \| --------------------- \| \| 1er \| Bjorg Lambrecht \| Belgique \| Lotto-Soudal \| 4 h 36 min 43 s \| \| 2e \| Michael Albasini \| Suisse \| Mitchelton-Scott \| + 0 s \| \| 3e \| Edvald Boasson Hagen \| Norvège \| Dimension Data \| + 0 s \| \| 4e \| Pim Ligthart \| Pays-Bas \| Roompot-Nederlandse Loterij \| + 0 s \| \| 5e \| Amund Grøndahl Jansen \| Norvège \| LottoNL-Jumbo \| + 3 s \| \| 6e \| August Jensen \| Norvège \| Israel Cycling Academy \| + 3 s \| \| 7e \| Ruben Guerreiro \| Portugal \| Trek-Segafredo \| + 3 s \| \| 8e \| Søren Kragh Andersen \| Danemark \| Team Sunweb \| + 3 s \| \| 9e \| Aaron Gate \| Nouvelle-Zélande \| Aqua Blue Sport \| + 3 s \| \| 10e \| Jeroen Meijers \| Pays-Bas \| Roompot-Nederlandse Loterij \| + 3 s \| |                       |                  |                             |                 |
| |                       |                  |                             |                 |
| Source : ProCyclingStats |                       |                  |                             |                 |
| Classement de l'étape |                       |                  |                             |                 |
| Coureur | Coureur               | Pays             | Équipe                      | Temps           |
| 1er | Bjorg Lambrecht       | Belgique         | Lotto-Soudal                | 4 h 36 min 43 s |
| 2e | Michael Albasini      | Suisse           | Mitchelton-Scott            | + 0 s           |
| 3e | Edvald Boasson Hagen  | Norvège          | Dimension Data              | + 0 s           |
| 4e | Pim Ligthart          | Pays-Bas         | Roompot-Nederlandse Loterij | + 0 s           |
| 5e | Amund Grøndahl Jansen | Norvège          | LottoNL-Jumbo               | + 3 s           |
| 6e | August Jensen         | Norvège          | Israel Cycling Academy      | + 3 s           |
| 7e | Ruben Guerreiro       | Portugal         | Trek-Segafredo              | + 3 s           |
| 8e | Søren Kragh Andersen  | Danemark         | Team Sunweb                 | + 3 s           |
| 9e | Aaron Gate            | Nouvelle-Zélande | Aqua Blue Sport             | + 3 s           |
| 10e | Jeroen Meijers        | Pays-Bas         | Roompot-Nederlandse Loterij | + 3 s           |

## Classement général final
| \| Classement général \| Classement général \| Classement général \| Classement général \| Classement général \| \| Coureur \| Coureur \| Pays \| Équipe \| Temps \| \| ------------------ \| --------------------- \| ------------------ \| --------------------------- \| ------------------ \| \| 1er \| Michael Albasini \| Suisse \| Mitchelton-Scott \| 13 h 32 min 01 s \| \| 2e \| Bjorg Lambrecht \| Belgique \| Lotto-Soudal \| + 6 s \| \| 3e \| Pim Ligthart \| Pays-Bas \| Roompot-Nederlandse Loterij \| + 10 s \| \| 4e \| Edvald Boasson Hagen \| Norvège \| Dimension Data \| + 12 s \| \| 5e \| Michael Gogl \| Autriche \| Trek-Segafredo \| + 14 s \| \| 6e \| Timo Roosen \| Pays-Bas \| LottoNL-Jumbo \| + 15 s \| \| 7e \| Amund Grøndahl Jansen \| Norvège \| LottoNL-Jumbo \| + 19 s \| \| 8e \| Søren Kragh Andersen \| Danemark \| Team Sunweb \| + 19 s \| \| 9e \| Jeroen Meijers \| Pays-Bas \| Roompot-Nederlandse Loterij \| + 19 s \| \| 10e \| Ruben Guerreiro \| Portugal \| Trek-Segafredo \| + 19 s \| |                       |          |                             |                  |
| |                       |          |                             |                  |
| Source : ProCyclingStats |                       |          |                             |                  |
| Classement général |                       |          |                             |                  |
| Coureur | Coureur               | Pays     | Équipe                      | Temps            |
| 1er | Michael Albasini      | Suisse   | Mitchelton-Scott            | 13 h 32 min 01 s |
| 2e | Bjorg Lambrecht       | Belgique | Lotto-Soudal                | + 6 s            |
| 3e | Pim Ligthart          | Pays-Bas | Roompot-Nederlandse Loterij | + 10 s           |
| 4e | Edvald Boasson Hagen  | Norvège  | Dimension Data              | + 12 s           |
| 5e | Michael Gogl          | Autriche | Trek-Segafredo              | + 14 s           |
| 6e | Timo Roosen           | Pays-Bas | LottoNL-Jumbo               | + 15 s           |
| 7e | Amund Grøndahl Jansen | Norvège  | LottoNL-Jumbo               | + 19 s           |
| 8e | Søren Kragh Andersen  | Danemark | Team Sunweb                 | + 19 s           |
| 9e | Jeroen Meijers        | Pays-Bas | Roompot-Nederlandse Loterij | + 19 s           |
| 10e | Ruben Guerreiro       | Portugal | Trek-Segafredo              | + 19 s           |